# Hans-Georg Anscheidt

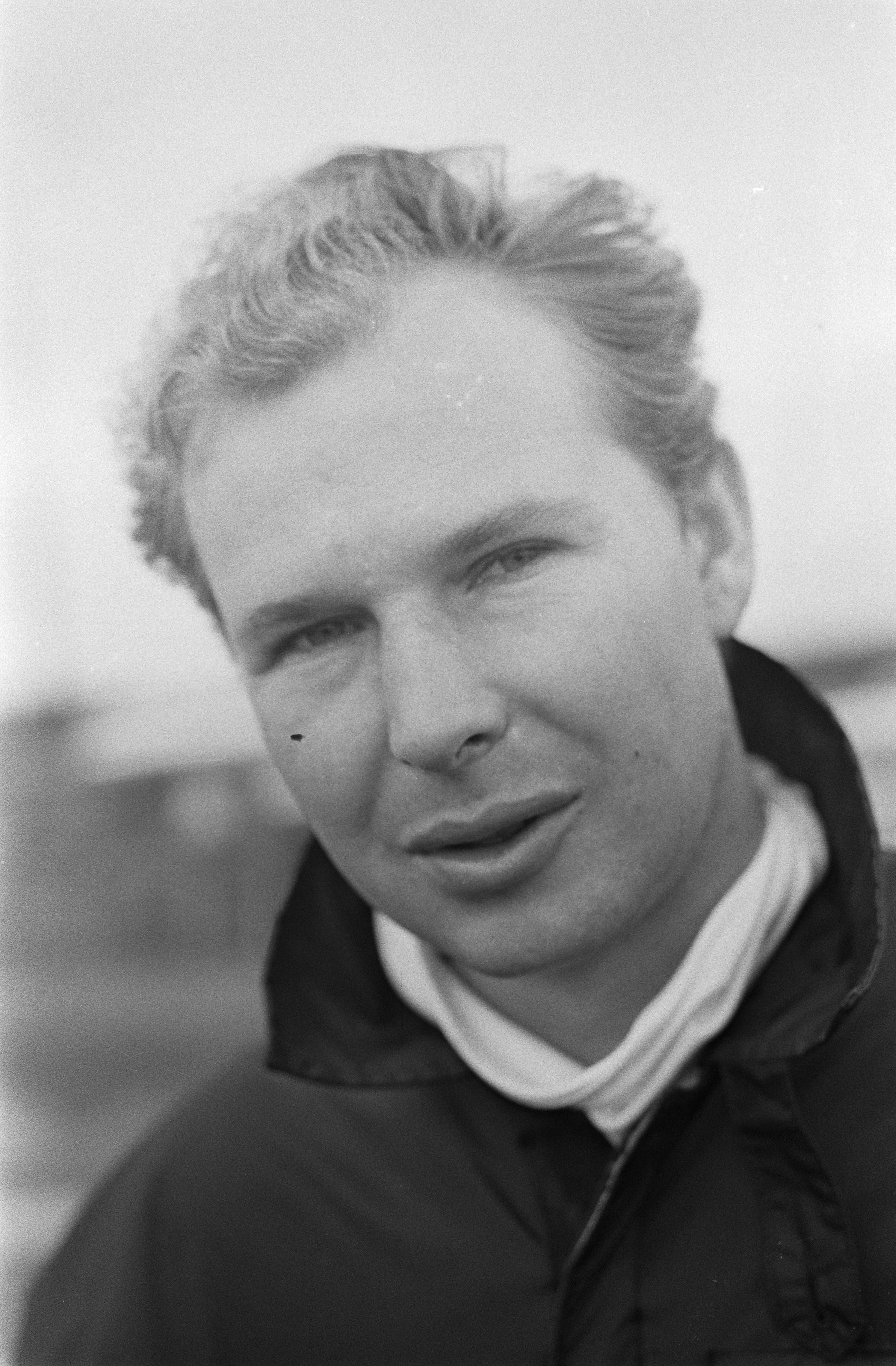
Hans Georg Anscheidt, 1968

Hans-Georg Anscheidt, född den 23 december 1935 är en f.d. roadracingförare som vann 50GP-VM tre gånger under sin karriär.

## Segrar 50GP
| Nummer | Grand Prix   | År   |
| ------ | ------------ | ---- |
| 1      | Spanien      | 1962 |
| 2      | Italien      | 1962 |
| 3      | Spanien      | 1963 |
| 4      | Frankrike    | 1963 |
| 5      | Finland      | 1963 |
| 6      | Spanien      | 1964 |
| 7      | Västtyskland | 1966 |
| 8      | Italien      | 1966 |
| 9      | Spanien      | 1967 |
| 10     | Västtyskland | 1967 |
| 11     | Belgien      | 1967 |
| 12     | Västtyskland | 1968 |
| 13     | Spanien      | 1968 |
| 14     | Belgien      | 1968 |